# Sansa (instrument)

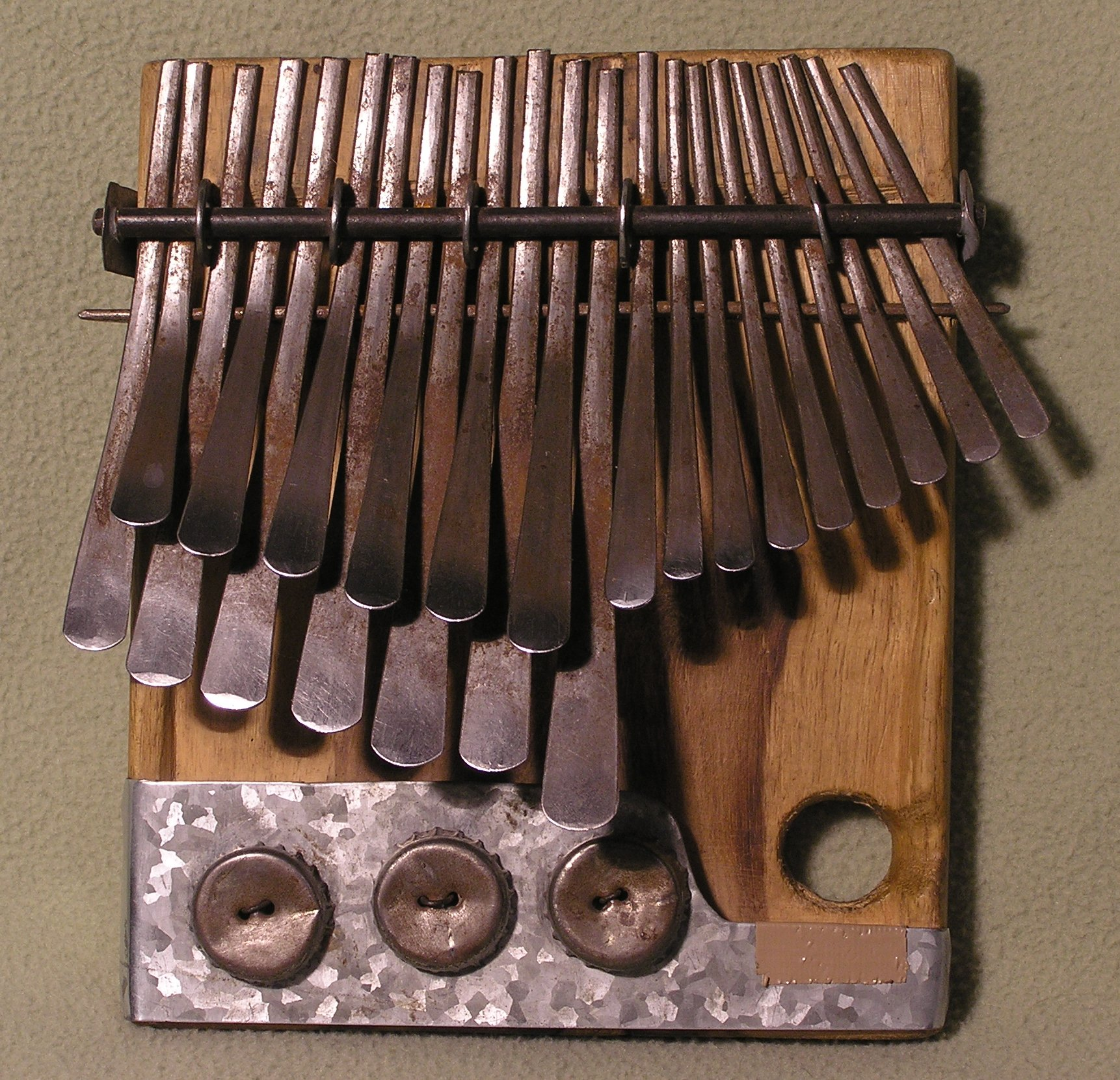
Sansa dzavadzimu

La sansa (també anomenada mbira o kalimba) és un instrument musical propi d'Àfrica, concretament de la cultura Shona de Zimbàbue. Avui dia, però, les diferents versions d'aquest instrument africà es poden trobar en qualsevol lloc del món, sobretot a Àsia, l'Orient i el nord d'Amèrica del Sud. Aquest instrument s'utilitza habitualment per acompanyar cantants i ballarins.
L'instrument rep el nom de mbira a Zimbabwe, mentre que a Kènia es coneix com a kalimba, a Ruanda com a Ikiembe i al Congo com likembe. Altres noms amb què es coneix són sanza, marimba, o marimbula, però aquests són menys comuns i no tenen un origen definit. També s'anomena “el piano dels pobres”. En la classificació de Hornbostel-Sachs, és un idiòfon pinçat de taula.

## Estructura

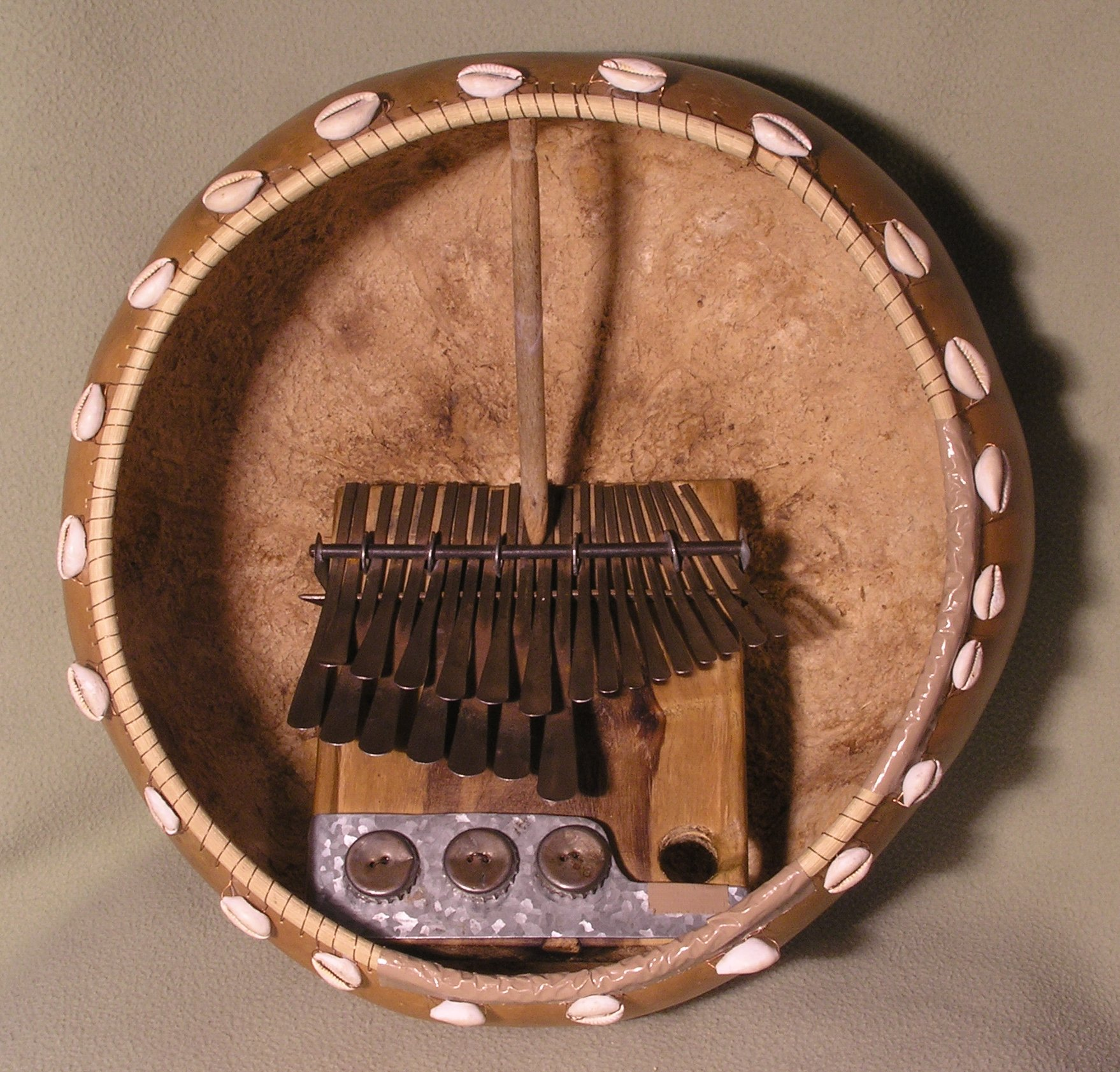

La sansa es compon de làmines de metall de diferents llargades muntades en una "gwariva" (caixa de ressonància de fusta), de fusta, habitualment de mubvamaropa (Pterocarpus angolensis).
Normalment s'hi afegeix una caixa de ressonància amb una carbassa per aconseguir amplificació. Les làmines de metall es fan amb mànecs de cullera de diferents longituds per a aconseguir notes. Se subjecten l'una al costat de l'altra amb una petita barra de ferro sobre una taula de fusta, que queden lleugerament elevades pels extrems gràcies a dos petits ponts de fusta. Les làmines o llengüetes són mòbils, això permet ajustar l'afinació, i el nombre de làmines pot variar entre tres i setze o més, les més llargues normalment col·locades a la part central.
En alguns casos s'afegeixen al tauler principal closques de caragols o altres gasteròpodes o els taps de metall dels refrescs per aconseguir un brunzit suau i persistent que acompanya les notes generades per les làmines de metall.
Les llengüetes són pressionades i deixades anar amb els polzes i els dits per produir melodies i acompanyaments. Les làmines de metall poden estar fetes amb diversos materials d'acer, nou o reciclat. El rumor es considera una part essencial del so de la sansa, per aclarir la ment de pensaments i preocupacions perquè la música mbirasansa pugui omplir la consciència dels intèrprets i els oients.

## Origen
La sansa ha estat un instrument important a l'Àfrica subsahariana, i ha tingut un paper important en la cultura africana dels darrers 800 anys. Encara que pot ser un instrument solista, és més habitual que sigui emprat per acompanyar cantants, músics o ballarins. Els instruments africans nadius permeten l'harmonització en solitari, però en general l'harmonia en la música africana serveix com una variació sobre el tema que es realitza.
La trobem dispersada en quasi una vintena de territoris, i en cadascun d'ells té alguna particularitat organològica, com Kwango-Kasai, Loango, Lua, Congo, Zaire, etc.
En les cerimònies tradicionals de Zimbabwe, els avantpassats són cridats mitjançant la interpretació de les seves cançons preferides, cosa que fa que les peces es mantinguin i es transmetin durant segles.

## Afinacions específiques
Els noms comuns per a l'afinació de la sansa són:
- Nyamaropa (prop del mode mixolidi considerat el més antic i representatiu de la cultura shona) Destaca la unió a través de la música, creant poliritmes a través de tenir dos músics de sansa alhora, els estils de cant acompanyen una sansa com ara Huro (Notes emocionals altes que es troben a la part superior de la gamma d'un cantant) i Mahon'era (una veu suau i suau a la part inferior de la gamma del cantant) o tots dos elements. Una sola sansa es considera insuficient per a una actuació.[9]

- Dambatsoko (prop del mode jònic), interpretat per la família Mujuru. El nom fa referència als seus enterraments ancestrals.

- Dongonda, normalment una sansa afinada amb Nyamaropa amb les notes del costat dret la mateixa octava que l'esquerra (una octava més baixa de l'habitual).

- Katsanzaira (prop del mode dòric), el to més agut de les afinacions tradicionals de la sansa. El nom significa "la pluja suau abans que arribi la tempesta".

- Mavembe (també: Gandanga; prop del mode frigi) Sekuru Gora afirma haver inventat aquesta sintonia en una cerimònia fúnebre. S'estava cantant una cançó coneguda amb una melodia desconeguda i ell va sortir de la barraca i va afinar la seva mbira perquè coincidís amb les línies vocals. Altres músics de sansa, però, no estan d'acord que ell l'hagi inventat.

- Nemakonde (prop del mode frigi), mateixa relació musical que el mavembe, però l'afinació del nemakonde és una versió molt baixa.

- Saungweme (to sencer aplanat, que s'aproxima a set tons d'igual temperament).